# Towarzystwo Numizmatyczne w Poznaniu
Towarzystwo Numizmatyczne w Poznaniu – towarzystwo 

## Historia
Towarzystwo zostało założone w środowisku wielkopolskich numizmatyków 7 lutego 1920 r. w Poznaniu. Należało do niego kilkudziesięciu członków. Część z nich działała wcześniej w  Towarzystwie Numizmatycznym w Krakowie. W roku 1929 Towarzystwo zorganizowało II Zjazd Numizmatyków Polskich, a w roku 1930 – III Zjazd Numizmatyków Polskich.
Prezesami Towarzystwa byli:
1920–1924 Henryk Mańkowski – numizmatyk i kolekcjoner,
1924–1939 Zygmunt Zakrzewski – konserwator zabytków, archeolog, kolekcjoner, profesor numizmatyki wczesnośredniowiecznej na Uniwersytecie Poznańskim i  Uniwersytecie Jagiellońskim.
Działalność Towarzystwa przerwała II wojna światowa. W PRL środowisko poznańskich numizmatyków współpracowało, mało aktywnie, z Polskim Towarzystwem Prehistorycznym. Po połączeniu różnych towarzystw numizmatycznych i archeologicznych w jedno Polskie Towarzystwo Archeologiczne (1953), od 1971 Polskie Towarzystwo Archeologiczne i Numizmatyczne,  numizmatycy działali w jego regionalnym kole numizmatycznym, a po reaktywowaniu w 1991 r. Polskiego Towarzystwa Numizmatycznego, w poznańskim oddziale tegoż.